# Tube Snake Boogie
Tube Snake Boogie è un singolo del gruppo musicale statunitense ZZ Top, pubblicato nel 1981 ed estratto dall'album El Loco.

## Formazione
- Billy Gibbons – chitarra, voce
- Dusty Hill – basso, cori
- Frank Beard – batteria, percussioni

## Cover
- Il gruppo serbo Cactus Jack ha registrato una versione del brano nel loro album dal vivo DisCover (2002).